# UNIT4
UNIT4 NV è una multinazionale olandese che fornisce software gestionale e relativi servizi.
I prodotti principali venduti sono Coda Financials, sistema contabile, e il software ERP Agresso Business World.
L'azienda è quotata alla borsa di Amsterdam ed è presente in 24 nazioni del mondo, impiegando oltre 4.200 persone.